# Contra Aquincum
Contra Aquincum era un fortino romano di truppe ausiliarie che faceva parte della catena di postazioni militari presenti lungo il limes danubiano nel settore pannonico. Si trova nei pressi della capitale dell'Ungheria, Budapest, una volta fortezza legionaria e capitale della provincia romana di Pannonia inferiore, con il nome di Aquincum. Costituiva la seconda "testa di ponte" in territorio barbarico, a sud della prima che si trovava a Transaquincum, tra la popolazione dei sarmati Iazigi.

## Forte
Contra Aquincum era un forte ausiliario situato sulla riva sinistra del Danubio, vicino all'attuale Ponte Elisabetta dell'epoca delle guerre marcomanniche (fine del II secolo). La sua funzione era quella di garantire un sicuro attraversamento del fiume. Si trattava di un fortino rettangolare, le cui dimensioni erano di 86 x 84 metri, con mura alte fino a 3,4 metri e torri sui lati a forma di "ferro di cavallo". Fu probabilmente costruita qui una seconda fortezza nel 294 sotto Diocleziano, considerando che il luogo fu occupato dai Romani fin dalla seconda metà del II secolo. Di Contra Aquincum sono ancora visibili la parte settentrionale del muro e due torri, nella loro posizione originale, ed è stato anche sede di un piccolo museo, chiuso nel 1987.
In seguito, durante il Medioevo, divenne parte del nucleo storico della città di Pest, prima che si unisse a Buda, formando così la città di Budapest (dal 1873).

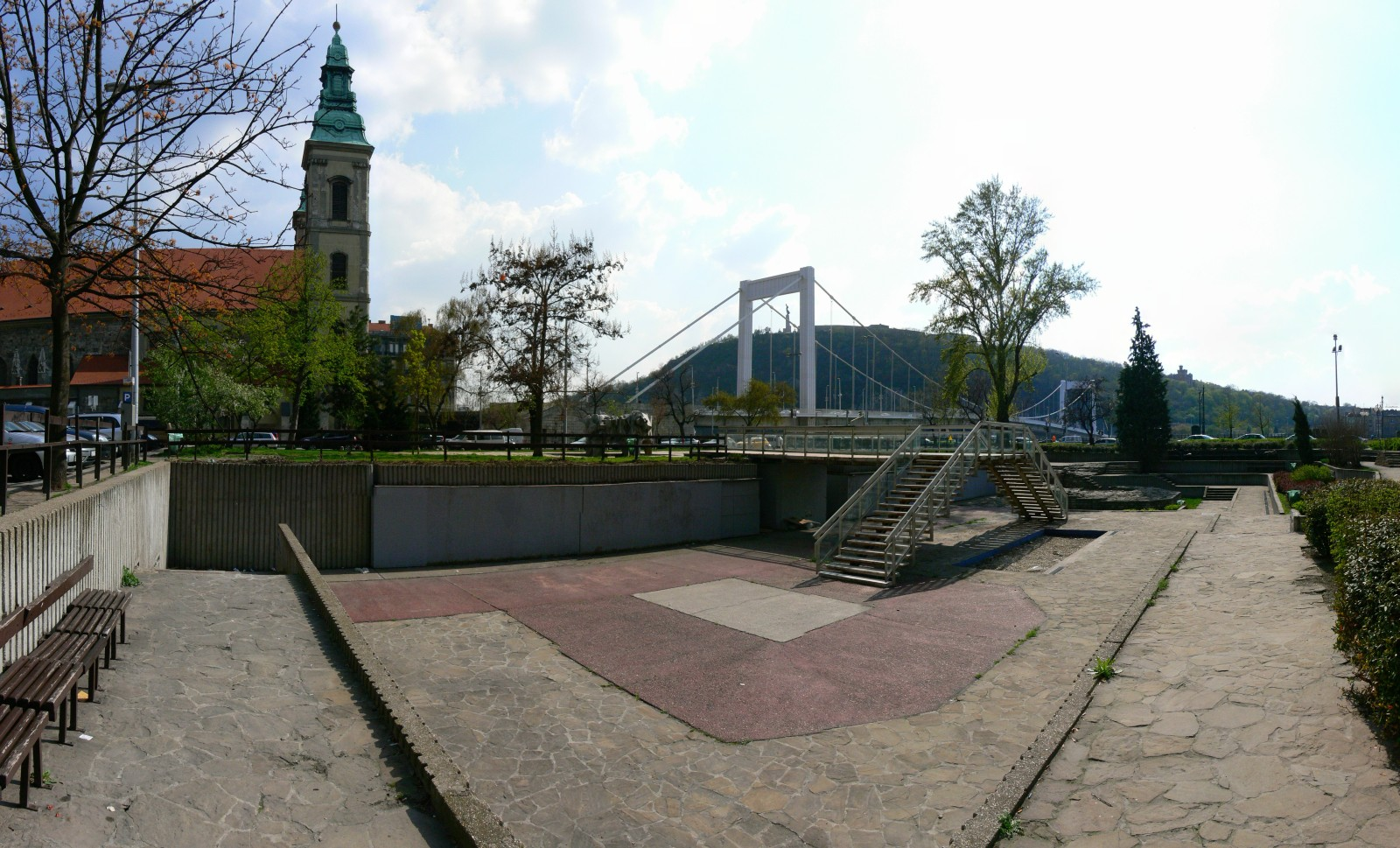
Tracciato delle rovine di Contra Aquincum oggi a Budapest.
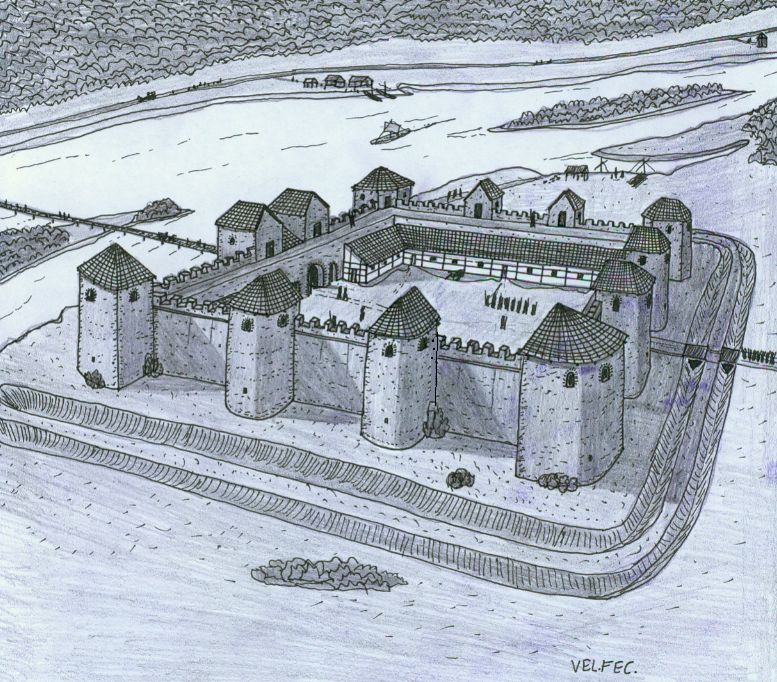
Ricostruzione ideale di Contra Aquincum.
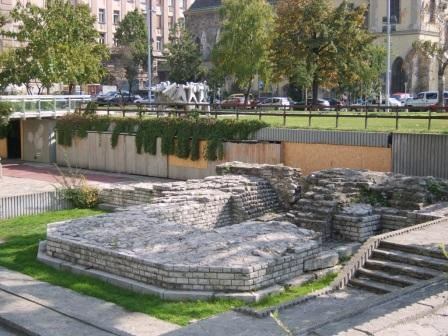
Torre di fondazione della fortezza tardo-romana di Contra Aquincum nei pressi del Ponte Elisabetta a Pest.